# Coenotephria taczanowskiaria
Coenotephria taczanowskiaria är en fjärilsart som beskrevs av Charles Oberthür 1880. Coenotephria taczanowskiaria ingår i släktet Coenotephria och familjen mätare. Inga underarter finns listade i Catalogue of Life.